# Robin Spry
Robin Spry, né le 25 octobre 1939 à Toronto, et décédé dans un accident de voiture le 28 mars 2005 à Montréal (Canada), est un producteur, réalisateur et scénariste canadien. Il était rattaché à la compagnie de production Telescene (qui a produit entre autres les premières saisons de la série télévisée Le Loup-garou du campus).

## Filmographie

### comme producteur
- 1970 : Prologue
- 1973 : Reaction: A Portrait of a Society in Crisis
- 1973 : Downhill
- 1974 : Action: The October Crisis of 1970 (« Les évènements d'octobre 1970 »)
- 1975 : Face
- 1987 : Keeping Track
- 1987 : Hitting Home (TV)
- 1988 : You've Come a Long Way, Ladies (TV)
- 1988 : À corps perdu
- 1989 : Malarek
- 1990 : Une histoire inventée
- 1992 : Mary Higgins Clark : En mémoire de Caroline (A Cry in the Night) (TV)
- 1993 : The Myth of the Male Orgasm
- 1995 : Witchboard III: The Possession
- 1995 : Hiroshima (TV)
- 1996 : Windsor Protocol (TV)
- 1997-1999 : Les Prédateurs (The Hunger) (série télévisée)
- 1997 : Student Bodies (série télévisée)
- 1998 : Thunder Point (TV)
- 1998 : Sauvetage à Wildcat Canyon (Escape from Wildcat Canyon)
- 1998 : Going to Kansas City
- 1999 : Nightmare Man
- 1999 : Dr. Jekyll & Mr. Hyde (TV)
- 1999 : Le Monde perdu (The Lost World) (série télévisée)
- 2000 : Live Through This (série télévisée)
- 2002 : Matthew Blackheart: Monster Smasher (TV)
- 2002 : Franchement bizarre (Seriously Weird) (série télévisée)
- 2003 : Séductrice malgré elle (Student Seduction) (TV)
- 2005 : Charlie Jade (série télévisée)

### comme réalisateur
- 1965 : Miner
- 1966 : Illegal Abortion
- 1966 : Change in the Maritimes
- 1967 : Ride for Your Life
- 1967 : Flowers on a One-way Street
- 1970 : Prologue
- 1973 : Downhill
- 1973 : Reaction: A Portrait of a Society in Crisis
- 1974 : Action: The October Crisis of 1970
- 1975 : Face
- 1977 : One Man
- 1978 : Drying Up the Streets
- 1980 : Suzanne
- 1985 : Keeping Track
- 1987 : Hitting Home (TV)
- 1992 : Mary Higgins Clark : En mémoire de Caroline (A Cry in the Night) (TV)

### comme scénariste
- 1965 : You Don't Back Down
- 1965 : Miner
- 1966 : Little White Crimes
- 1966 : Change in the Maritimes
- 1967 : Flowers on a One-way Street
- 1977 : One Man
- 1980 : Suzanne
- 1992 : Mary Higgins Clark : En mémoire de Caroline (A Cry in the Night) (TV)

### comme acteur
- 1972 : Québec : Duplessis et après… : lecteur du rapport Durham (1838)
- 1981 : Kings and Desperate Men : Harry

### comme directeur de la photographie
- 1975 : Face

### comme monteur
- 1975 : Face